# Asperula tephrocarpa
Asperula tephrocarpa là một loài thực vật có hoa trong họ Thiến thảo. Loài này được Czern. ex Popov & Chrshan. mô tả khoa học đầu tiên năm 1945.